# Fuente Mágica de Montjuic

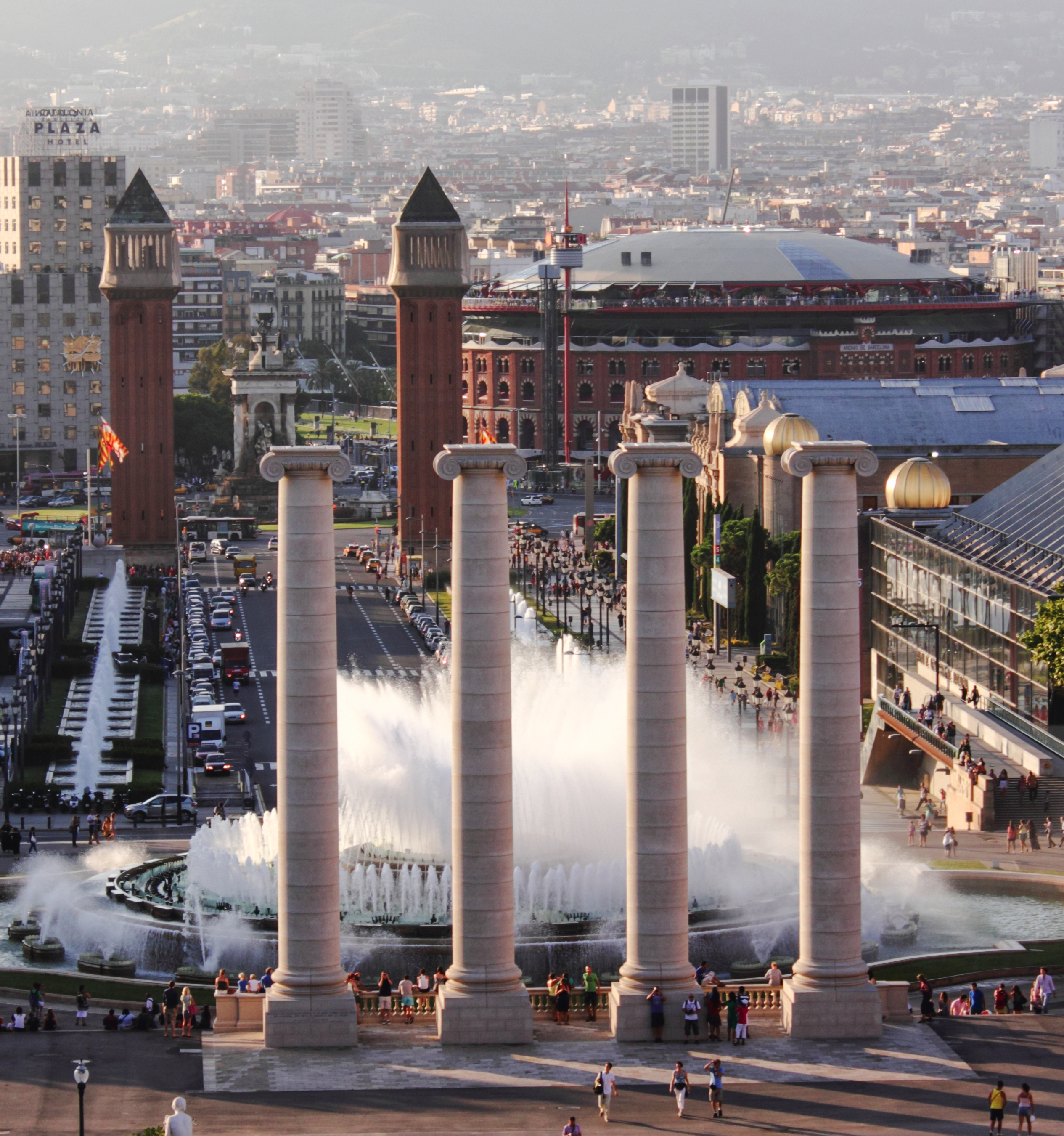
La fuente Mágica de Montjuïc vista desde el Palau Nacional, y por delante de Las cuatro columnas.

La fuente Mágica de Montjuic (en catalán: Font Màgica de Montjuïc), o simplemente llamada fuente de Montjuic, está situada en la plaza de Carles Buïgas, en el distrito de Sants-Montjuïc, Barcelona. Es el elemento principal de un conjunto de juegos de luz y agua que se desarrolla en todo el eje desde el Palacio Nacional hasta la plaza de España, que incluye cascadas y estanques y, en la parte inferior, hileras de columnas luminosas a ambos lados de la avenida, hoy en día sustituidas por surtidores iluminados de proporciones parecidas y de mantenimiento más sencillo.

## Historia
Fue construida con motivo de la Exposición Internacional de 1929 por Carles Buïgas en el lugar donde estaban situadas las Cuatro Columnas de Josep Puig i Cadafalch.
Las obras de construcción duraron menos de un año.
En los años 80 se incorporó la música, y poco antes de los Juegos Olímpicos de 1992 se restauraron completamente.
La fuente fue uno de los escenarios externos para la celebración de los MTV Europe Music Awards 2002 que fueron en Barcelona. En este escenario se presentó Bon Jovi entre otros artistas famosos.
A partir del 2013, se celebra en este lugar la fiesta de las Campanadas en la ciudad de Barcelona. Barcelona ha ideado un nuevo icono de la ciudad con un espectáculo en el que 12 volcanes de fuego, que acompañarán las 12 campanadas, y el 'Ésser del Mil·leni', una figura de 15 metros de altura hecha de hierro que el resto del año se encuentra en el parque del Mil·leni de Gavà, despedirán el año. Las campanadas son el momento estelar de la ceremonia, y a lo largo de la avenida habrán instalados 16 puntos de explosión --ocho a cada lado--, de forma que los volcanes recorrerán desde las Torres Venecianas a la Font de Montjuïc, donde explotarán.

## Buigas y la guía de luz
Buigas aprovechó para el diseño de sus fuentes el principio de reflexión total de la luz estudiado por el suizo Jean-Daniel Colladon en el siglo XIX utilizando el agua como guía de luz, de una forma parecida a lo que ocurre dentro de una pieza delgada de vidrio, fenómeno estudiado por Sir Charles Vernon Boys y patentado por John Logie Baird, que se produce también, por ejemplo, dentro del metacrilato, teniendo como colofón su aplicación en la fibra óptica.

## Otras vistas

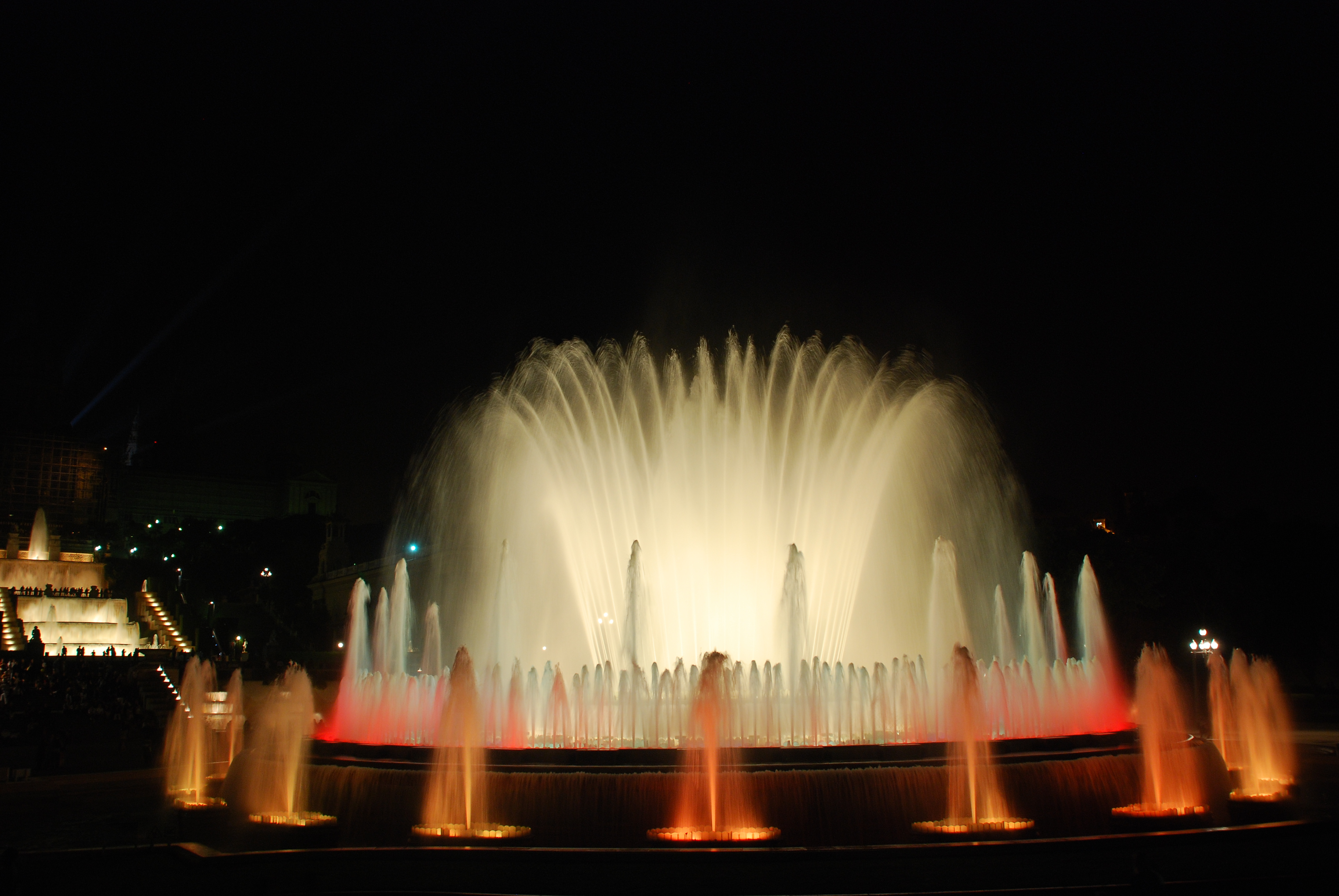
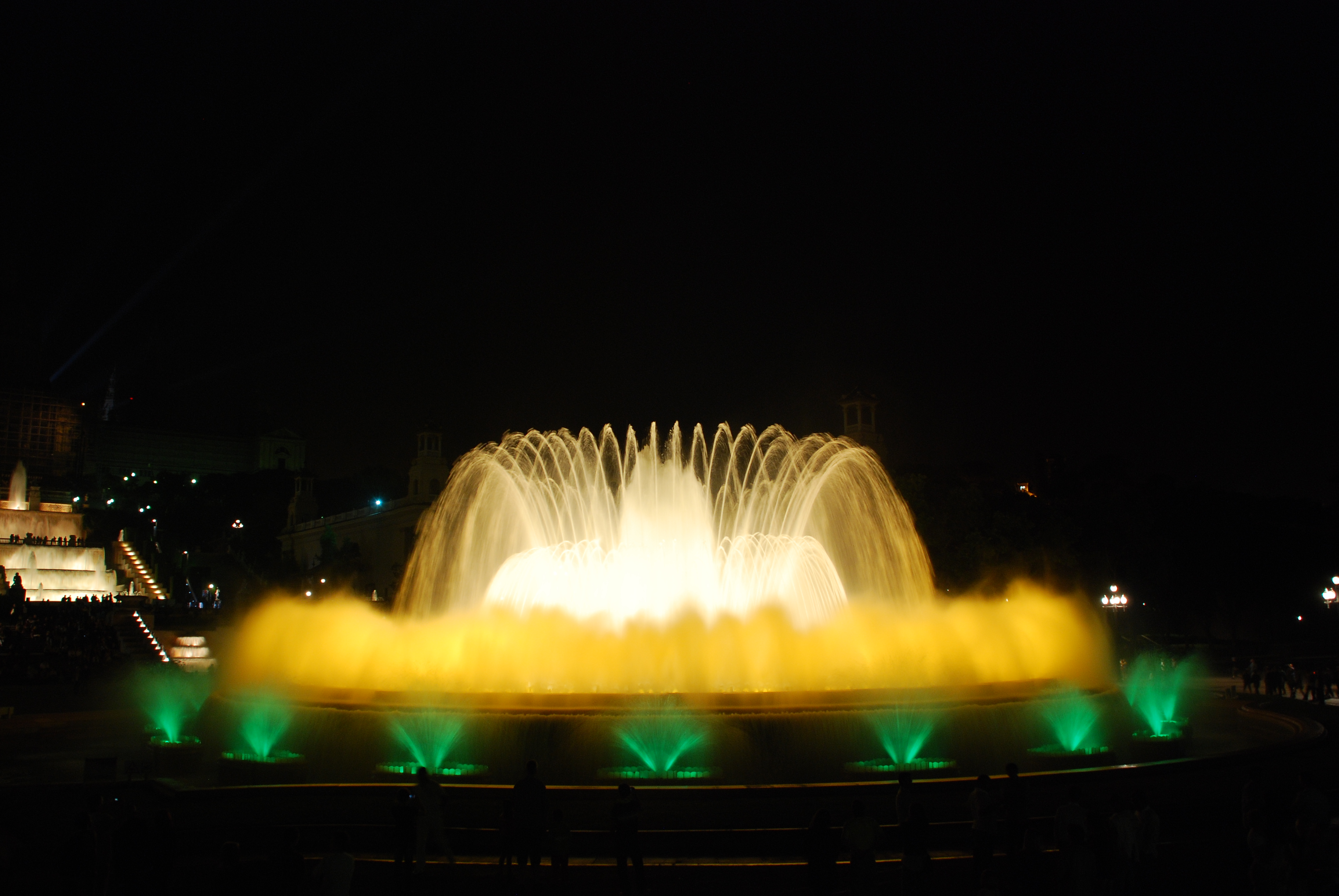
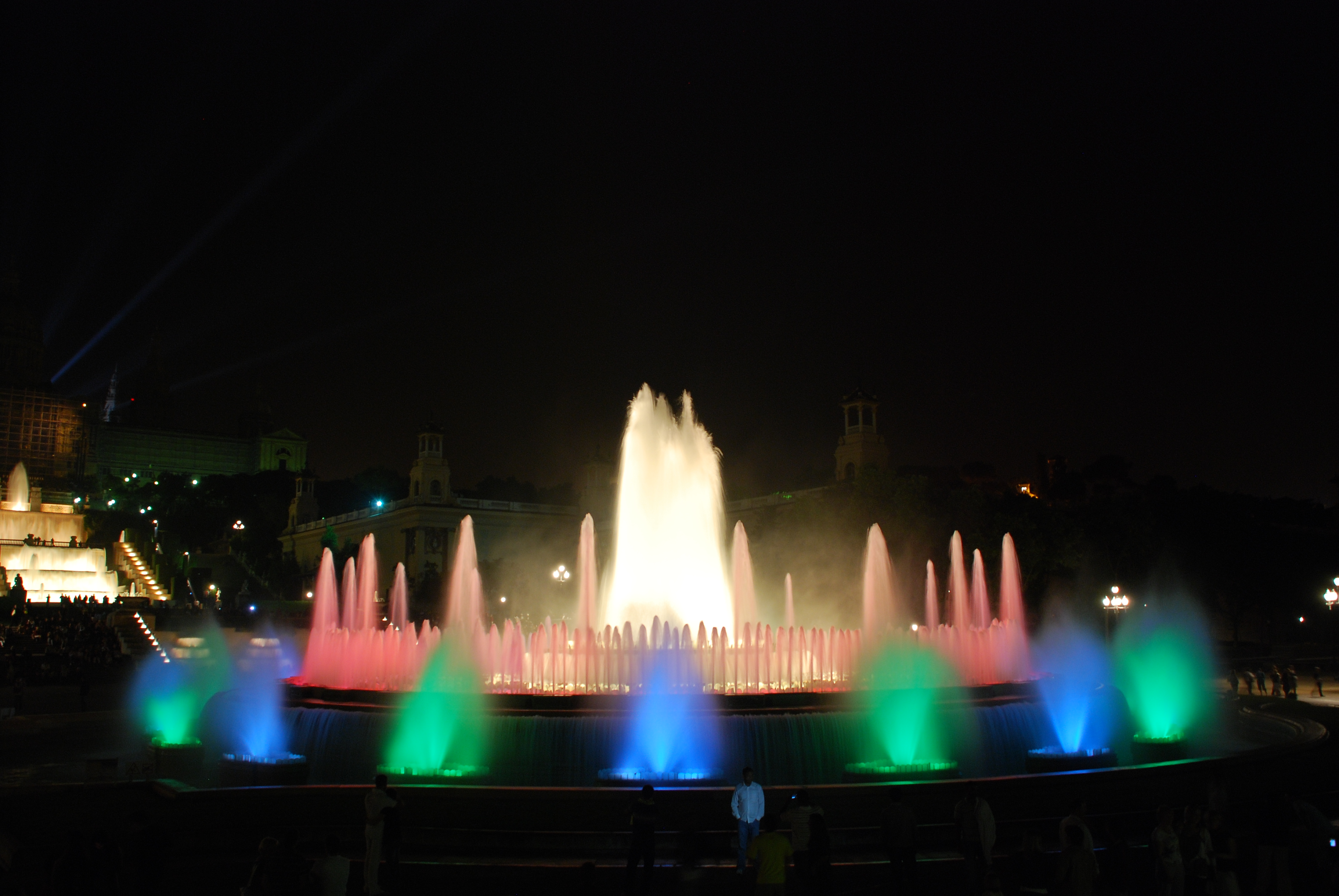
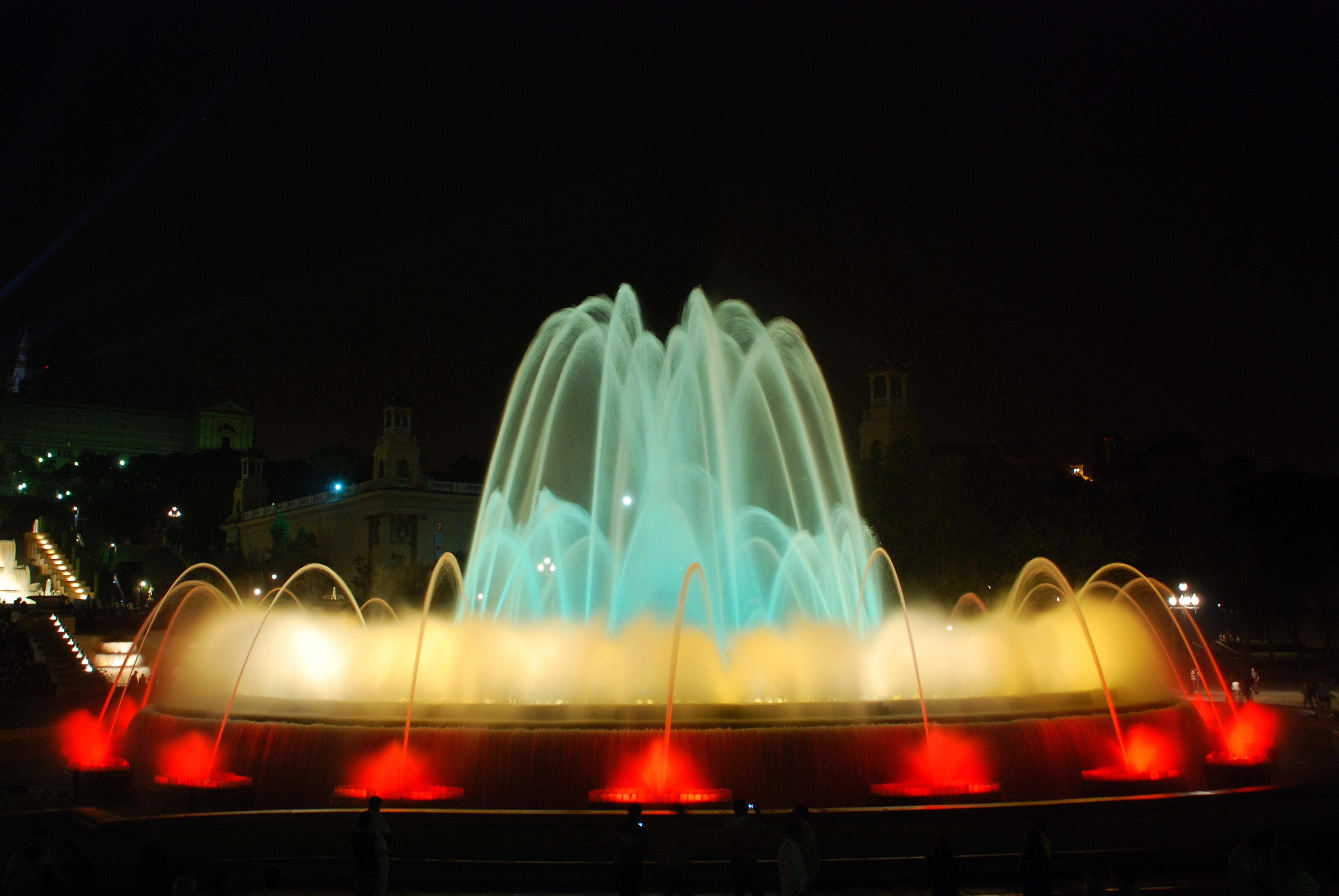
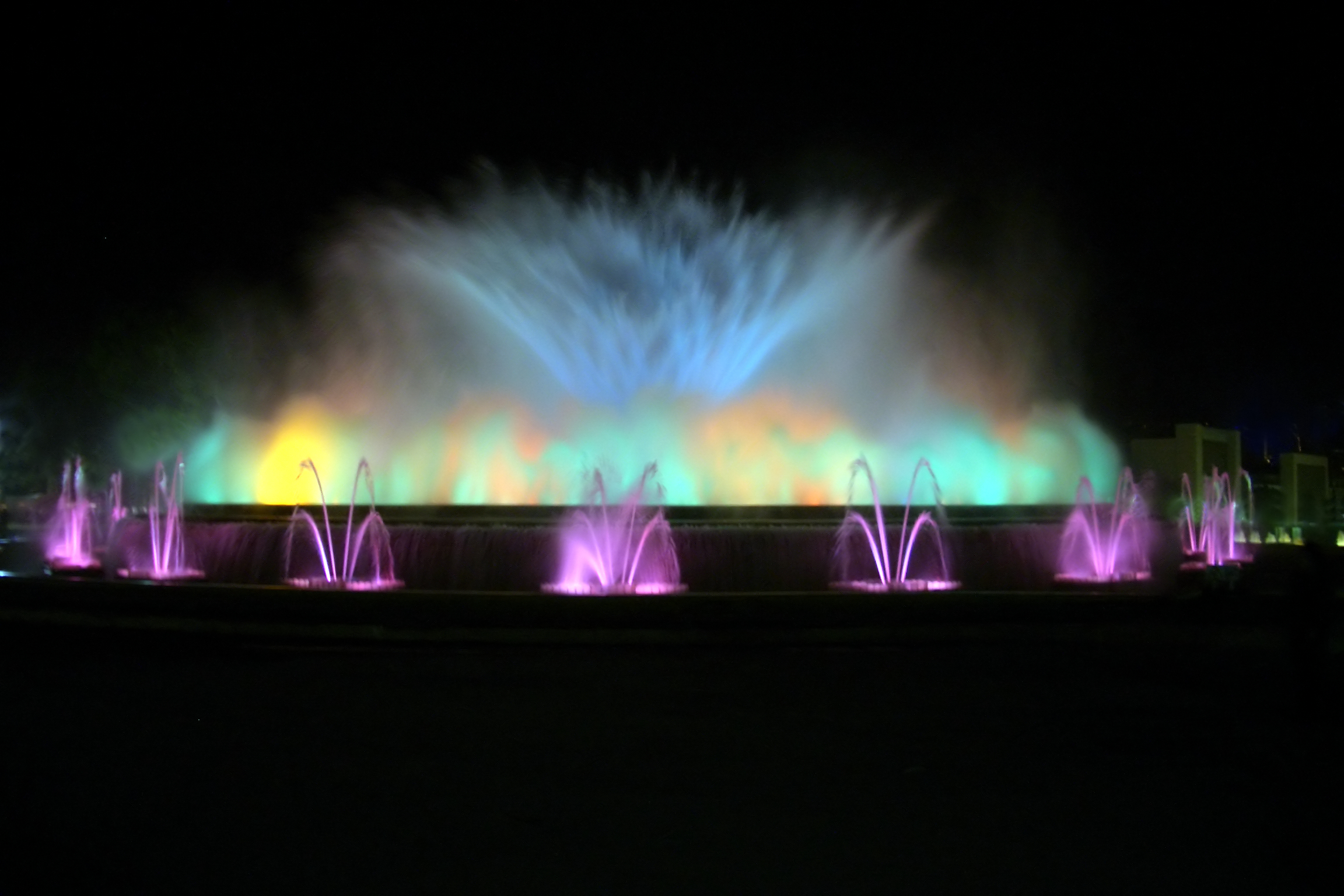